# ヘジテーション・ワルツ
ヘジテーション・ワルツ（Hesitasion waltz, 略：HWZ) とは、熱気球競技における種目の一つである。

## 概要
大会主催者側が二つ以上のターゲットを決定し、熱気球競技者は、主催者が決定した離陸地から飛行し、数km離れた場所からそのターゲットに向かう。ターゲット付近に達した競技者は、マーカーと呼ばれる目印を落とし、どのくらいターゲットの近くに寄る事ができたかを競う。ジャッジ・デクレアド・ゴール (JDG) との違いは、パイロットが目指す事のできるターゲットが複数、存在すると言う点にある。

## 他の競技種目
- ジャッジ・デクレアド・ゴール(JDG)
- フライイン・タスク(FIN)
- パイロット・デクレアド・ゴール(PDG)
- フライオン・タスク(FON)
- ヘア・アンド・ハウンド(HNH)
- ミニマム・ディスタンス(MND)
- マキシマム・ディスタンス(MXD)
- ミニマム・ディスタンス・ダブル・ドロップ(MNDD)
- マキシマム・ディスタンス・ダブル・ドロップ(MXDD)
- エルボー・タスク(ELB)
- カリキュレイテッド・レイティング・アクセス・タスク(CRAT)